# Forgiveness
forgiveness – trzydziesty singel Ayumi Hamasaki, wydany 20 sierpnia 2003. Utwór forgiveness wykorzystano jako piosenka przewodnią w dramie Kōgen e irasshai. W pierwszym tygodniu sprzedano 132 092 egzemplarzy, natomiast 222 000 sztuk całościowo.

## Lista utworów
| Nr | Tytuł                                    | Muzyka        | Aranżacja | Czas |
| -- | ---------------------------------------- | ------------- | --------- | ---- |
| 1. | "forgiveness"                            | CREA, D・A・I | CMJK      | 5:50 |
| 2. | "ourselves (Kentaro Takizawa remix)"     | BOUNCEBACK    |           | 5:57 |
| 3. | "HANABI 〜episode II〜 (HΛL'S MIX 2003)" | CREA, D・A・I | HΛL       | 4:51 |
| 4. | "forgiveness -Instrumental-"             | CREA, D・A・I | CMJK      | 5:50 |